# A Winter Romance
A Winter Romance är ett julalbum från 1959 av Dean Martin. Orkestern som medverkar på skivinspelningen leddes av Gus Levene. 

## Låtlista

### LP
Capitol (S) T-1285

#### Sida A
1. "A Winter Romance" (Sammy Cahn / Ken Lane) Längd  – 2:57. Session 7875S; Master 32161; Tagning 10. Inspelad 4 augusti 1959.
2. "Let It Snow! Let It Snow! Let It Snow!" (Jule Styne / Sammy Cahn) Längd  – 1:55.  Session 7882; Master 32194; Tagning 15. Inspelad 6 augusti 1959.
3. "The Things We Did Last Summer" (Jule Styne / Sammy Cahn) Längd  – 3:37. Session 7851; Master 32147; Tagning 8. Inspelad 29 juli 1959.
4. "I've Got My Love To Keep Me Warm" (Irving Berlin) Längd  – 2:43. Session 7875S; Master 32164; Tagning 8. Inspelad 4 augusti 1959.
5. "June in January" (Leo Robin / Ralph Rainger) Längd  – 2:46. Session 7875S; Master 32162; Tagning 6. Inspelad 4 augusti 1959.
6. "Canadian Sunset" (Eddie Heywood / Norman Gimbel) Längd  – 3:18. Session 7851; Master 32150; Tagning 4. Inspelad 29 juli 1959.

#### Sida B
1. "Winter Wonderland" (Felix Bernard / Dick Smith) Längd  – 1:51. Session 7851; Master 32148; Tagning 7. Inspelad 29 juli 1959.
2. "Out in the Cold Again" (Rube Bloom / Ted Koehlen) Längd  – 3:34. Session 7882; Master 32191; Tagning 12. Inspelad 6 augusti 1959.
3. "Baby, It's Cold Outside" (Frank Loesser) Längd  – 2:23. Session 7882; Master 32192; Tagning 15. Inspelad 6 augusti 1959.
4. "Rudolph the Red-Nosed Reindeer" (Johnny Marks) Längd  – 2:15. Session 7882; Master 32193; Tagning 4. Inspelad 6 augusti 1959.
5. "White Christmas" (Irving Berlin) Längd  – 2:28. Session 7851; Master 32149; Tagning 7. Inspelad 29 juli 1959.
6. "It Won't Cool Off" (Sammy Cahn / Ken Lane) Längd  – 2:27. Session 7875S; Master 32163; Tagning 7. Inspelad 4 augusti 1959.

### CD
1989 års återutgåva på CD, på skivmärket Capitol innehöll ett 13:e spår.
1. "The Christmas Blues" (David Holt / Sammy Cahn) Längd  – 2:54. Session 3176; Master 11943-8; Tagning 8. Inspelad 5 oktober 1953.

2005 års återutgåva Collectors' Choice Music innehöll fyra spår till de 12 låtarna på originalalbumet.
1. "Meanderin'" (Cy Coben / Charles Randolph Grean / George Botsford) Längd  – 2:58. Session 2309; Master 9022-7. Inspelad 15 september 1951.
2. "Sogni d'Oro" (Marilyn Keith / Lew Spence / Alan Bergman) Längd  – 2:35. Session 7751; Master 31662-14. Inspelad 13 maj 1959.
3. "Go Go Go Go" (Jerry Livingston / Mack David) Längd  – 2:22 Session 2092; Master 7256-7. Inspelad 20 juni 1951.
4. "Buttercup of Golden Hair" (Mitchell Tableporter) Längd  – 2:18 Session 7757; Master 31694-3. Inspelad 15 maj 1959.

## Medverkande
- Dean Martin: Sång
- Gus Levene: Orkesterledare
- Hy Lesnick: Contractor
- Joseph R. (Bobby) Gibbons: Gitarr
- George Sylvester 'Red' Callender: Bas
- Louis 'Lou' Singer: Trummor
- James Rowles: Piano  (Session 7851 och 7882)
- Ray I. Sherman: Piano (Session 7875S)
- Edward Ross: Accordion (Session 7882)
- Kurt Reher: Cello
- Eleanor Aller Slatkin: Cello
- Kathryn Julye: Harp (Session 7875S och 7882)
- Donald Cole: Viola
- Alvin Dinkin: Viola (Session 7875S)
- Virginia Majewski: Viola
- David H. Sterkin: Viola (Session 7851)
- Israel Baker: Fiol (Session 7882)
- Victor Bay: Fiol
- John Peter DeVoogt: Fiol
- Nathan Kaproff: Fiol
- Joseph Livoti: Fiol
- Daniel 'Dan' Lube: Fiol
- Erno Neufeld: Fiol
- Jerome 'Jerry' Reisler: Fiol
- Ralph Schaeffer: Fiol (Session 7875S)
- Felix Slatkin: Fiol (Session 7851 och 7882)
- Gerald Vinci: Fiol (Session 7851 och 7875S)
- Arnold Koblentz: Oboe (Session 7851 och 7875S)
- James Briggs: Saxofon (Session 7882)
- Mahlon Clark: Saxofon (Session 7875S och 7882)
- Arthur 'Skeets' Herfurt: Saxofon (Session 7875S)
- Edward Kuczborski 'Eddie' Kusby): Saxofon (Session 7875S)
- Harry Klee: Saxofon (Session 7882)
- Ronald Langinger: Saxofon (Session 7875S)
- Theodore M. 'Ted' Nash: Saxofon (Session 7851)
- Emanuel 'Mannie' Klein: Trumpet (Session 7875S)